# Кричащая женщина (фильм)
«Кричащая женщина» (англ. Screaming Mimi) — фильм нуар режиссёра Герда Освальда, который вышел на экраны в 1958 году.
Фильм рассказывает о танцовщице Вирджинии Вестон (Анита Экберг), которая после нападения на неё сумасшедшего с ножом оказывается в психиатрической клинике. Там опеку над ней устанавливает психиатр (Гарри Таунз), который несколько месяцев спустя перевозит её в Сан-Франциско и устраивает на работу в ночной клуб. Она знакомится с криминальным репортёром (Филип Кэри), который ведёт расследование убийств серийного убийцы, выясняя, что жертвы перед смертью получали статуэтку кричащей женщины.
Фильм поставлен по роману Фредерика Брауна «Кричащая Мими» (1949). По мотивам этого романа поставлен также фильм Дарио Ардженто «Птица с хрустальным оперением» (1970).
Фильм вызвал противоречивые отзывы критики, обратившей внимание на запутанность содержания картины, при этом отметившей её экстравагантный, причудливый и увлекательный характер.

## Сюжет
Эффектная, сексуальная танцовщица из Нового Орлеана Вирджиния Вестон (Анита Экберг) отдыхает в городке Лагуна-Бич, Калифорния, в прибрежном доме своего сводного брата, скульптора Чарли Вестона (Ромни Брент). После купания в океане Вирджиния заходит в расположенную около дома душевую кабинку. Её собачка Расти начинает неистово лаять, когда из кустов неожиданно появляется мужчина с ножом в руке, сбежавший из расположенной поблизости психиатрической клиники Хайленд. Он молча убивает Расти, а затем приближается к душевой кабинке и начинает размахивать ножом перед лицом Вирджинии. Услышав её истерические крики, на крыльцо дома выбегает Чарли с ружьём в руке, который убивает сумасшедшего. Это событие настолько шокирует Вирджинию, что Чарли вынужден поместить её в психиатрическую клинику Хайленд, где она поступает под наблюдение доктора Гринвуда (Гарри Таунз). Впечатлённый выражением её лица в тот момент, когда на неё напал маньяк, Чарли начинает работать над скульптурой кричащей от ужаса сестры. Доктор Гринвуд уделяет лечению Вирджинии самое пристальное внимание, письменно информируя Чарли о том, что состояние Вирджинии не вызывает оптимизма. После шести месяцев лечения Гринвуд настолько увлекается Вирджинией, что переселяет её в свой дом. Одновременно он пытается установить над танцовщицей полный контроль, убеждая её, что она должна доверять ему и делать всё, что он скажет. После этого он заявляет, что скоро они вместе покинут клинику.
Вскоре Гринвуд вместе с Вирджинией переезжают в Сан-Франциско, где под именем Иоланда Лэнг она начинает выступать с сольным танцевальным номером в ночном клубе «Эль Мэдхаус». Её выступление производит сильное впечатление на обозревателя городской ночной жизни местной газеты «Дейли Таймс» Билла Суини (Филип Кэри), который просит свою близкую подругу, владелицу клуба Джоан Мейпс (Джипси Роза Ли) познакомить его с Иоландой. После выступления Джоан провожает Билла в гримёрную Иоланды, где та сидит со своим огромным датским догом по кличке Дьявол. Билл заводит с танцовщицей светский разговор, безуспешно пытаясь выяснить что-либо о её прошлом. Среди её вещей под столиком он замечает статуэтку кричащей от страха женщины. В этот момент в гримёрную входит доктор Гринвуд, который представляется как мистер Грин, заявляя, что он менеджер Иоланды. Грин сразу же категорически заявляет, что Иоланде не нужна реклама, и она не даёт интервью прессе, после чего просит Билла покинуть помещение. После его ухода Грин наставляет Иоланду, чтобы она ничего никому не рассказывала и требует, чтобы она делала только то, что он говорит. Он также настаивает на том, чтобы Иоланда избавилась от статуэтки, которая напоминает ей о прошлом, что может привести к рецидиву болезни. Грин говорит, что все решения за неё должен принимать он, после чего сообщает, что когда они накопят достаточно денег, то вместе уедут в Европу, где он вновь станет доктором Гринвудом. В заключение он заявляет, что не может смотреть, когда на неё глазеют другие мужчины, и что они должны быть только вдвоём.
Вечером, когда Иоланда вместе с Дьяволом возвращается домой по пустынной улице, на неё нападает неизвестный с ножом, который наносит ей несколько резаных ран на груди и животе, после чего скрывается. Некоторое время спустя, услышав лай дога, случайные прохожие обнаруживают Иоланду, которая находится в невменяемом состоянии и не может произнести ни слова. Вскоре появляется полиция во главе с капитаном Блайном (Алан Гиффорд), а также Билл. Дьявол никого не подпускает к раненой хозяйке, однако Биллу удаётся отвлечь дога, и в этот момент полицейские подхватывают Иоланду и отправляют её на скорой помощи в больницу. Билл возвращается в редакцию, где пишет статью под заголовком «Маньяк с ножом снова напал. Танцовщицу спас её дог». Начиная разбираться в теме, Билл поднимает газетную статью месячной давности об убийстве маньяком с ножом танцовщицы Лолы Лейк. Изучая материалы статьи, Билл обращает внимание на то, что на фото убитой Лолы попала точно такая же статуэтка кричащей женщины, которую он видел у Иоланды. Билл сообщает об этом своему начальнику, редактору газеты Уолтеру Кригу (Оливер Макгоуэн), который разрешает начать журналистское расследование. Билл приезжает в больницу к Иоланде, расспрашивая её о нападении, однако она говорит, что не успела рассмотреть нападавшего. На показанную фотографию Лолы, Иоланда отвечает, что никогда её не видела, а про статуэтку утверждает, что у неё никогда такой не было. Внимательно изучив фотографию Лолы, Билл выясняет, что в момент убийства девушка находилась рядом с магазином художественных подарков Рауля Рейнарда. Билл приезжает в магазин, где выясняет у его владельца (Воэн Тейлор), что в его магазин поступило три статуэтки кричащей женщины, одну из которых купила Лола, а ещё одну — другой клиент. Билл покупает последнюю статуэтку и уходит. После этого он приезжает в клуб и проходит в гримёрную Иоланды, где обнаруживает, что её статуэтка исчезла. В клубе он встречает Грина, который заявляет, что им ничего не известно о статуэтке. Билл приходит домой к Джоан, которая живёт с молодой девушкой, но и та отвечает, что ничего не знает о статуэтке, однако согласна с тем, что между Иоландой и Грином какие-то необычные отношения.
После выздоровления Иоланда вновь начинает выступать на сцене. По просьбе Блайна Джоан устраивает в клубе вечеринку в связи с её возвращением. Капитан рассчитывает, что нападавший на танцовщицу, возможно, появится на вечеринке, и Иоланда опознает его. Однако сразу после своего выступления Иоланда исчезает. Билл находит её вместе с догом на той самой улице, где на неё было совершено нападение. Он провожает Иоланду домой, после чего она приглашает его в свою квартиру. Между ними вспыхивает романтическая страсть, они обнимаются, целуются и проводят ночь вместе. Иоланда говорит Биллу, что с ним она чувствует себя совсем другой. Утром, когда Иоланда просыпается от кошмарного сна, Билл её утешает, они снова обнимаются и целуются. Билл уезжает по делам, обещая вскоре вернуться и помочь разобраться со всеми её проблемами. Днём Билл подъезжает к дому Иоланды, рассчитывая перевезти её к себе. Однако в квартире его останавливает Грин, который заявляет, что Иоланде никто не нужен и чтобы Билл оставил её в покое. Билл прорывается мимо Грина в комнату к Иоланде, убеждая её решиться и уехать вместе с ним. Однако Иоланда держится неожиданно холодно и отстранённо, заявляя, что останется с Грином. В итоге Билл уходит один, а Грин напоминает Иоланде, что у неё не может быть жизни без него, что она без него ничто. При этом он замечает, что и она ему тоже нужна.
Дома Билл получает ответ на запрос, что статуэтку кричащей женщины создал скульптор Чарли Вестон, который проживает в Санта-Розе, Калифорния. Выдав себя за арт-дилера, заинтересованного в покупке таких статуэток, Билл расспрашивает Чарли об этой работе. По словам Чарли, он сделал скульптуру под впечатлением от вида своей сводной сестры Вирджинии, которая закричала от ужаса в то момент, когда на неё набросился сумасшедший с ножом. Далее Чарли рассказывает, что после этого эпизода Вирджиния попала в психиатрическую больницу, где умерла семь месяцев спустя. Ему сообщил об этом лечивший её доктор, однако у Чарли не было сил пойти на похороны. В редакции Билл говорит Кригу, что статуэтка каким-то образом связана с убийством Лолы и покушением на Иоланду. Билл уговаривает редактора опубликовать в газете фотографию статуэтки, обратившись к читателям с просьбой связаться с редакцией, если им что-либо известно об этой статуэтке. На следующий день на первой странице газеты публикуется фотография с текстом «У потрошителя такая же статуэтка. Вы её видели?»
Тем временем полиция в подвале дома Иоланды оборудует комнату, откуда ведёт слежку за её квартирой и прослушивание её телефона. Капитан Блайн разрешает Биллу принять участие в полицейской операции. Вскоре они видят, как Грин поднимается в квартиру к Иоланде. Там он показывает ей газету с фотографией и заявляет, что они немедленно уезжают, так как Билл уже слишком много о них знает. На вопрос, где статуэтка, Иоланда отвечает, что избавилась от неё. Однако Грин не верит ей и заявляет, что статуэтка стала для неё «фетишем, порождающим её манию». По словам Грина, Иоланда была в порядке, пока не увидела статуэтку, которая стала ассоциироваться у неё с нападением. В конце концов, ей передалось чувство агрессии нападавшего, в результате чего она убила Лолу после того, как та купила статуэтку. Затем Грин рассказывает, что это он напал на Иоланду ночью и порезал её, надеясь таким образом разрушить её манию. Грин роется в шкафах Иоланды, и, найдя статуэтку, намеревается уничтожить её. В ответ на это обезумевшая Иоланда приказывает Дьяволу атаковать Грина. Дог набрасывается на психиатра, в результате чего тот вылетает в окно, падает на улицу и разбивается. Блайн и Билл подбегают к смертельно раненому Грину, который заявляет, что это он убил Лолу и пытался убить Иоланду, но дог дважды его остановил. Тем временем Иоланда вместе с Дьяволом незаметно выскальзывает из дома и скрывается, однако некоторое время спустя Билл через знакомых таксистов находит её в одной из захудалых гостиниц. Там Билл заявляет ей, что догадался о том, что её настоящее имя — Вирджиния Вестон, и что это она убила Лолу. Когда она пытается натравить Дьявола на Билла, появляется полиция, которая нейтрализует собаку, после чего Иоланда-Вирджиния впадает в состояние транса. Приезжают врачи, которые увозят её на скорой помощи в клинику.

## В ролях
- Анита Экберг — Вирджиния Вестон / Иоланда Лэнг
- Филип Кэри — Билл Суини
- Джипси Роза Ли — Джоан «Джипси» Мейпс
- Гарри Таунз — доктор Гринвуд / мистер Грин
- Линда Черни — Кетти
- Ромни Брент — Чарли Вестон
- Алан Гиффорд — капитан Блайн
- Воэн Тейлор — Рауль Рейнар
- Оливер Макгоуэн — Уолтер Криг
- Ред Норво — Ред Йост

В титрах не указаны
- Хейни Конклин — газетчик
- Бетси Джонс-Морленд — Джен, ассистентка Рауля Рейнара

## Создатели фильма и исполнители главных ролей
Как отметил историк кино Джефф Стаффорд, «Кричащая женщина» — это «не тот тип фильма, который обычно ассоциируется с именами продюсеров Гарри Джо Брауна и Роберта Феллоуза». Браун более всего известен своей успешной работой с актёром Рэндольфом Скоттом на протяжении 1940—1950-х годов, в ходе которой они создали 19 низкобюджетных вестернов для студии Columbia Pictures. «Кричащая женщина» была сделана между вестернами «Столкновение в Сандауне» (1957) и «Одинокий всадник Бьюкенен» (1958). Феллоуз, со своей стороны, часто сотрудничал с Джоном Уэйном, сделав с ним семь фильмов, включая фильм-катастрофу «Великий и могучий», ставшую в 1954 году кассовым хитом, и вестерн «След кота» (1954).
В свою очередь, режиссёр немецкого происхождения Герд Освальд в тот момент зарекомендовал себя постановкой таких добротных фильмов нуар, как «Поцелуй перед смертью» (1956) и «Преступление страсти» (1957). По мнению Стаффорда, «голливудская карьера Освальда была сравнительно непримечательной, если не считать триллера „Поцелуй перед смертью“».
Исполнительница главной роли шведская актриса Анита Экберг к моменту создания «Кричащей женщины» уже сыграла роль Элен Курагиной в голливудской версии «Войны и мира» (1956) и вскоре «достигнет статуса международной секс-бомбы после съёмок в фильме Федерико Феллини „Сладкая жизнь“ (1960)».
Филип Кэри, по словам Стаффорда, был постоянным актёром криминальных драм 1950-х годов, обычно играя морально неоднозначных копов или похотливых сердцеедов, в таких фильмах, как «Эта женщина опасна» (1952), «Лёгкая добыча» (1954), «Они приходят ужасными» (1956) и «Тень на окне» (1957). Позднее Кэри стал постоянным актёром в телевизионной мыльной опере «Одна жизнь, чтобы жить» (1984—2008). Стаффорд отмечает, что Гарри Таунз был плодовитым телеактёром 1950—1970-х годов, поиграв в десятках самых разных сериалов, от «Альфред Хичкок представляет» (1956) до «Частный детектив Магнум» (1984). «Немногие, однако, знают о том, что в 1970-е годы Таунз учился в семинарии и стал священником, хотя время от времени продолжал играть вплоть до 1988 года, когда окончательно вышел на пенсию».
Заслуживает упоминания и оператор Бёрнетт Гаффи, который по словам Стаффорда, «конечно, не был типичным оператором фильмов категории В», завоевав четыре номинации на «Оскар» за фильмы «Отныне и во веки веков» (1953), «Любитель птиц из Алькатраса» (1962), «Крысиный король» (1965) и «Бонни и Клайд» (1967).

## История создания фильма
Как отмечает историк кино Деннис Шварц, в основу фильма положен роман писателя Фредерика Брауна «Кричащая Мими», который был опубликован в 1949 году. По словам Стаффорда, позднее этот роман стал источником вдохновения триллера в жанре джалло «Птица с хрустальным оперением» (1970), который поставил Дарио Ардженто.
Как отмечено в Variety, хотя практически всё действие фильма происходит в Сан-Франциско, однако декорации сделаны не в духе характерной для города викторианской архитектуры.
Как пишет историк кино Сандра Бреннан, сцена нападения маньяка на девушку в душе «сделана за два года до того, как Хичкок привёл публику в ужас своей сценой в душе в фильме „Психо“ (1960)».
Как отметил Шварц, «Кричащая женщина» после выхода на экраны шла вторым фильмом на сдвоенных сеансах в кинотеатрах второй категории и драйв-инах без какой-либо рекламы, и потому осталась практически не замеченной. «Однако в наши дни фильм обрёл существенный культовый статус благодаря присутствию Аниты Экберг и стриптизёрши Джипси Розы Ли».

## Оценка фильма критикой

### Общая оценка фильма
После выхода фильма на экраны кинокритик «Нью-Йорк Таймс» Ричард У. Нейсон назвал «современным случаем ненамеренного вуду» использование в качестве важного сюжетного компонента провоцирующей на убийство статуэтки кричащей женщины. Как далее написал Нейсон, «это в своём роде сильный фильм благодаря местами умным репликам, которые написал сценарист Роберт Близ, а также ощущению саспенса, которое обеспечил режиссёр Герд Освальд».
По словам современного критика Джеффа Стаффорда, «время от времени на экраны выходит психологический триллер, который настолько же безумен и путан, как и его самый болезненный персонаж, и именно это имеет место в „Кричащей женщине“». Стаффорд далее пишет: «Намеренно или нет, фильм отказывается от логики и наслаждения тонкостями хорошо прописанного детектива ради буйства ночного мира фантазии, населённого богемой, стриптизёршами, сексуальными извращенцами и психопатами. После бесчисленного потока ложных следов и странноватых подозреваемых наступает развязка за гранью абсурда». Однако, Стаффорд полагает, что «это не должно оттолкнуть зрителя от просмотра этого яркого отвязного фильма. В отличие от других триллеров категории В того времени, „Кричащая женщина“ — это по-настоящему странный фильм, который упивается эксцентричными и извращёнными моментами и кажется значительно более чистым выражением основополагающих принципов бульварной литературы, чем большинство низкобюджетных триллеров».
Историк кино Леонард Молтин описывает картину как «зловещую низкобюджетную мелодраму о женщине, которая ломается после того, как на неё совершено нападение. Она устраивается в ночной клуб исполнительницей экзотических танцев, оставаясь под контролем психиатра, испытывающего к ней собственнический инстинкт». По мнению Молтина, это «странный и чудной фильм, который в пересказе звучит интереснее, чем есть на самом деле». Сандра Бреннан назвала фильм «мрачным и намеренно запутанным психологическим триллером» и «историей ужаса», в которой, по словам Спенсера Селби, «психически нездоровая танцовщица и её менеджер связаны с серией убийств». Вместе с тем, как отмечает Майкл Кини, «действие развивается в стремительном темпе, и хотя в фильме нет больших неожиданностей, он смотрится увлекательно».
Деннис Шварц назвал «этот закрученный триллер криком во всех неправильных направлениях». По мнению критика, «всё в этом сумасбродном фильме категории В 1950-х годов немного с вывертом, и даже репортёр-герой выглядит как неприятный тип, который западает на Иоланду из-за её больших грудей и в целом воспринимается как несимпатичный напористый всезнайка, который, кажется, любит только себя». Как далее пишет Шварц, «это бредовый фильм, который, кажется, сделан для фетишистов, вуайеристов, тех, кто ищет страшные чудаковатые фильмы с новаторской нуарной чёрно-белой операторской работой великолепного Бёрнетта Гаффи, а более всего подходит для любителей плохих фильмов».

### Оценка работы режиссёра и творческой группы
Негативно оценивший картину Шварц, посчитал, что её «главная проблема заключается в том, что сценарий Роберта Близа настолько путан, что кажется вообще лишён смысла». Кроме того, «фильм плох и по причине тусклой режиссуры Герда Освальда, которому не удаётся сделать его вызывающим, несмотря на то, что он кричит о том, что он вызывающий». Кроме того, критик напоминает, что «в этом фильме есть своя сцена нападения с ножом в душе, которая сделана ещё до знаменитой аналогичной сцены в фильме Хичкока „Психо“, однако сцена у Освальда намного слабее». Оценивая фильм в целом, Шварц пишет: «Можно лишь предполагать, что такой мастер режиссуры, как Хичкок мог бы сделать с этим броским материалом, который идеально подходит для хорошего саспенс-фильма».
По мнению Стаффорда, фильм «непривычно причудлив для режиссёрской карьеры Герда Освальда. С первых кадров, где странная фигурка вопящей женщины наложена на титры, фильм определяет себя как фильм для фетишистов и вуайеристов, и это чувство ещё более усиливается, когда зритель в самом начале картины видит сладострастную блондинку, которая появляется из волн после купания». Далее киновед обращает внимание также на «возбуждающий танец Вирджинии в ночном клубе с садомазохистскими обертонами, включая цепи и две свисающие верёвки в качестве реквизита». Стаффорд также выделяет «замечательную контрастную операторскую работу Бёрнетта Гаффи, вносящую живописное видение в визуальные клише жанра. Так, в одной из сцен мигающая неоновая вывеска с улицы высвечивает Иоланду и Билла, своим мерцанием воздействуя на подсознание, когда они обнимаются в постели в то время как уличный свет снаружи падает на Дьявола, сторожевого пса Иоланды, который спит на полу около них». Стаффорд указывает также на музыкальные сцены в ночном клубе с участием трио популярного вибрафониста Реда Норво, которые «отражают растущую популярность джаза Западного побережья, который в то время зарождался в Сан-Франциско и Лос-Анджелесе».

### Оценка актёрской игры
Нейсон выделил среди актёров «Аниту Экберг, которая играет здесь больше, чем ранее, и является звездой фильма», а также Джипси Розу Ли и Фила Кэри. По мнению Майкла Кини, «сладострастная Экберг, бывшая Мисс Швеция, доставляет наслаждение, особенно во время своего сексуального, но нелепого танца с верёвкой и цепью».
Шварц считает, что фильм «интересен главным образом чарующе плохой игрой грудастой шведской актрисы Аниты Экберг, которая более всего впечатляет, когда извивается в садомазохистском танце». Что касается Гарри Таунза в роли Гринвуда, то он «настолько назойлив и ведёт себя так глупо и безумно, что трудно поверить в то, что он психиатр».
Как отмечает Стаффорд, «Анита Экберг, конечно, находится в центре внимания фильма, и она находится на пике своей красоты, кажется, что её тело неуязвимо для законов гравитации». В этой картине от неё требуется игра в диапазоне от истерики до оцепенения, когда она бормочет фразы вроде: «Вы не мой доктор, у вас нет белого халата». Как далее пишет Стаффорд, «в, вероятно, самой причудливой сцене фильма вы видим её особый танцевальный номер, смонтированный вперемежку с беззвучными кадрами реакции хипстеров и фанатов джаза в ночном клубе (включая однополые пары), а также со сногсшибательным крупным планом её дога, который облизывает пасть под её эротические движения».
Филипп Кэри в роли «влюблённого в героиню крутого репортёра», её «спасителя и соблазнителя… демонстрирует необходимый уровень низости и цинизма для газетчика, который добывает лучшие наводки в барах». Что же касается Гарри Таунза в роли, «напоминающей Свенгали», он «также вносит своё зловещее участие в ход действия, пока его не выталкивает в окно собака Экберг».
Однако, по мнению Стаффорда, «всех в этом фильме превосходит знаменитая стриптизёрша Джипси Роза Ли в роли крутой лесбиянки и хозяйки клуба „Эль Мэдхаус“. Её игра обладает шизофреническим свойством, когда она подбадривает клиентов, одновременно пугая их словами: „Пей Барни, твои расходы мы считаем и расплата последует!“, а также занимается бесстыдной саморекламой, говоря: „Заскочил посмотреть на мою новую девочку? Я тебе говорю, она величайшая актриса в истории клубных развлечений!“ На неё трудно не обратить внимание, когда она входит в комнату, размахивает руками или гневно жуёт сельдерей». Как пишет Стаффорд, «на момент съёмок Ли было 47 лет и она демонстрирует высокий профессионализм при исполнении сольного номера Put the Blame on Mame (песня памятна многим по фильму „Гильда“), в котором её развевающиеся меха и платье в стиле шимми выглядят довольно старомодно по сравнению с экстравагантным танцевальным номером Экберг». Стаффорд также обращает внимание на «краткую неожиданную сценку, возможно, внутреннюю шутку, когда Ли гладит лысую голову сидящего клиента, лица которого не показывают, заявляя: „Это ли не красивый образец? На таких головах я построила свою карьеру“. Со спины человек похож на режиссёра Отто Премингера, с которым у Ли был роман, в результате которого на свет появился её сын Эрик».